# 161. pehotni polk (Italija)
161. pehotni polk Ivrea (izvirno italijansko 161º Reggimento fanteria) je bil pehotni polk Kraljeve italijanske kopenske vojske.

## Zgodovina
Med prvo svetovno vojno je bil polk nastanjen na soški fronti, Makedoniji in v Bolgariji.